# Teodor Vilijam Ričards
Teodor Vilijam Ričards (engl. Theodore William Richards) bio je poznati američki hemičar. Prvi je Amerikanac koji je dobio Nobelove nagrade za hemiju (1914) za rad na tačnom određivanju relativnih atomskih masa mnogih hemijskih elemenata.

## Detinjstvo i mladost
Rođen je 31. januara 1868. godine u mestu Džermantaun (engl. Germantown) u Pensilvaniji, SAD. Otac mu je bio Vilijam Trost (engl. William Trost Richards), relativno poznati američki slikar pejzaža, čiji se radovi i danas mogu videti u Metropoliten muzeju u Njujorku, američkoj Nacionalnoj galeriji, Smitsonijan muzeju i na drugim istaknutim mestima. Majka Ana (engl. Anna Matlock Richards) bila je veoma obrazovana pesnikinja koja je lično pružala sinu obrazovanje do njegove četrnaeste godine.
Teodor Ričards je sa petnaest godina (1883) upisao Haverford Koledž (engl. Haverford College), sa koga je dve godine kasnije izašao sa diplomom bačelora nauka (engl. Bachelor of Scince) nakon koga odmah upisuje Univerzitet Harvard. Na univerzitetu stiče diplomu bečelora umetnosti 1886. godine (engl. Bachelor of Arts), a dve godine kasnije, u svojoj 21. godini, doktorira kod profesora Kuka (engl. Josiah Parsons Cooke) sa radom u kome se bavi određivanjem atomske mase kiseonika u odnosu na atomsku masu vodonika. Nakon provedenih godinu dana u Nemačkoj, na postdoktorskim studijama, vraća se na Harvard gde će obaviti većinu svojih istraživanja.
Približno polovina budućeg rada Teodora Ričardsa biće posvećena određivanju što tačnijih atomskih masa mnogih elemenata na šta ga je, kako sam kaže, navodila radoznalost i želja da na taj način pomogne čoveku jer je smatrao da rasvetljavanje prirode atoma može pomoći objašnjenju mnogih fenomena u čijoj je osnovi materija, a samim tim i atomi. Primetio je da atomske mase poseduju „visok stepen konstantnosti i određenosti”, što mu se činilo kao pogodno tlo za istraživanje.

## Istraživanja
Počevši od vodonika i kiseonika Teodor Ričards je sa kolegama utvrdio, pažljivim pripremanjem čistog vodonika, merenjem njegove mase a zatim prevođenjem u vodu pomoću , da je odnos masa vodonika i kiseonika veći od 1:16, odnosno da je relativna masa vodonika približno 1,008 kada se uzme da je masa kiseonika 16,00. Tokom mnogo godina rada revidirao je mase velikog broja elemenata, uključujući ugljenik, azot, sumpor, hlor, litijum, natrijum, cezijum, magnezijum, kalcijum, stroncijum, barijum, uran, gvožđe, kobalt, nikl, bakar, cink, olovo i druge, ukupno oko 30, pri čemu je pokazao da su neke od do tada korišćenih relativnih masa bile pogrešne i za čitav procenat.
Utvrdio je da je masa bakra ista, bez obzira da li je on pronađen u Americi ili Nemačkoj (ili bilo gde drugde), da su mase kobalta i nikla različite, iako su neki u to vreme tvrdili suprotno, opovrgavši ujedno i one koji su smatrali da kobalt ima veću atomsku masu od nikla. Odredio je da je atomska masa gvožđa ista bez obzira da li je ono terestrijalno ili je meteoritskog porekla, ali i iznenađujuću činjenicu da se dobijaju različite vrednosti za masu olova u zavisnosti od toga da li je olovo uzeto iz neke radioaktivne rude ili ne. Ovo je suštinski opravdalo ideju Teodora Ričardsa o atomskim masama kao o fundamentalnim „svojstvima” elemenata koja imaju znatno dublji smisao, pri čemu je ovo otkriće dosta pomoglo ideju o postojanju izotopa elemenata (uz podsećanje da je znanje o strukturi atoma s početka XX veka bilo izuzetno skromno, a da je neutron, kao subatomska čestica presudna za fenomen izotopa otkrivena tek mnogo kasnije). Upravo u svom govoru povodom uručenja Nobelove nagrade Ričards izražava žaljenje što se u celokupnim, sabranim podacima o atomskim masama elemenata ne može uočiti, ma kako fina, matematička pravilnost, odnosno relacija, a naročito je to evidentno kod elemenata težih od kalijuma – današnje znanje o postojanju neutrona i defektu mase razjašnjava ove fenomene.
Želja za što tačnijim i preciznijim rezultatima dovela je i do usputnih izuma ovog naučnika kao što je nefelometar (kojim je utvrđivao količinu zaostalog precipitata) i drugih. Uz to, Ričards se bavio i termohemijskim i elektrohemijskim svojstvima materije, proučavajući Faradejeve ekvivalente (takođe značajne za relativne atomske mase), jednačinu stanja realnog gasa i van der Waals-ove koeficijente, a usavršio se i u preciznoj kalorimetriji. Uočavajući zavisnost van der Waals-ove konstante b u jednačini stanja realnog gasa (označava „atomsku ili molekulsku zapreminu” atoma, odnosno molekula gasa) od temperature i pritiska, zaključio je da atome ne treba posmatrati kao tvrde, rigidne, već kao stišljive (kompresibilne) čestice. U svom radu bio je izuzetno pedantan i uporan, pa je zabeleženo da je za dobijanje čistog tulijum-bromata uradio oko 15000 rekristalizacija.
Brzo je napredovao na univerzitetu i već 1901. g. postao je redovni profesor na Harvardu. Primio je veliki broj nagrada i odlikovanja, među kojima i Dejvi medalju i Vilard-Gibs medalju, a učinjena mu je počast i ogromnim brojem počasnih doktorata od strane univerziteta širom sveta. Bio je i predsednik Američkog hemijskog društva i Američke akademije umetnosti i nauka. Sa suprugom Mirjam Stjuart Tajer imao je troje dece. Umro je 2. aprila 1928. godine u Kembridžu, u Masačusetsu.

## Literatura
- Conant, James Bryant (1974). „Theodore William Richards”. Biographical Memoirs. National Academy of Sciences (U.S.). 44. стр. 251—286.
- Huddleston, John Henry (1907). Secretary's Report: Harvard Class of 1886. New York. стр. 132—133.
- Kopperl, Sheldon J. (1983). "Theodore W. Richards: America's First Nobel Laureate in Chemistry". Journal of Chemical Education 60: 738 – 739.
- Richards, Theodore W. (1915). "Concerning the Compressibilities of the Elements, and Their Relations to Other Properties". Journal of the American Chemical Society 37 (7): 1643 – 1656.
- Forbes, George Shannon (1932). "Investigations of Atomic Weights by Theodore William Richards". Journal of Chemical Education 9: 453 – 458.
- John Emsley (2001). Nature's building blocks: an A-Z guide to the elements. US: Oxford University Press. стр. 442—443. ISBN 978-0-19-850341-5.
- Conant, Jennet (2002). Tuxedo Park. Simon & Schuster. стр. 126. ISBN 978-0-684-87288-9.

## Spoljašnje veze
- Nobel Prize biography
- Nobel Lecture
- The Nobel Prize in Chemistry 1914
- Theodore William Richards
- Oxford Dictionary of Scientists: Theodore William Richards